# Kolkwitz

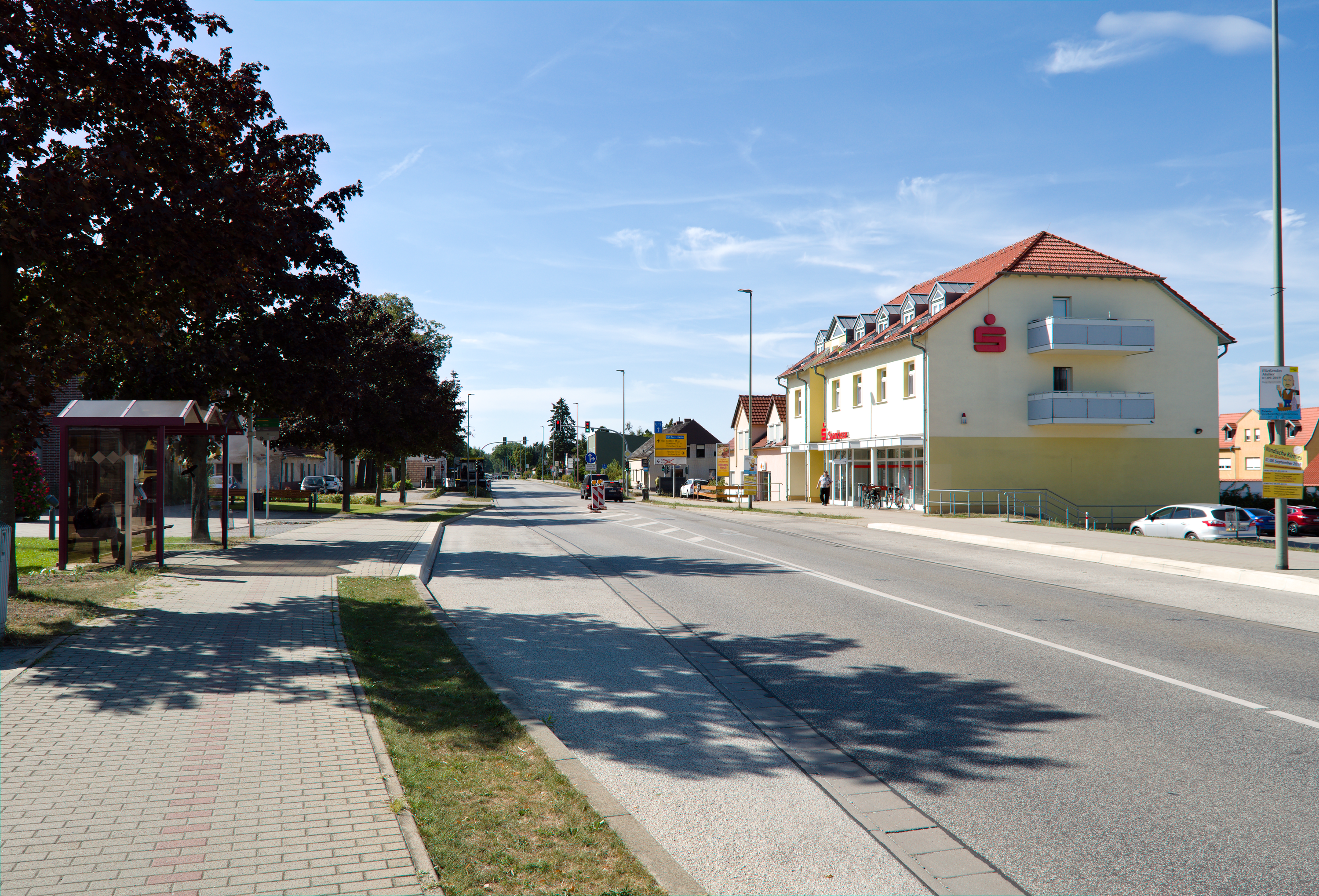
Ortszentrum von Kolkwitz auf Höhe des Rathauses

Kolkwitz, niedersorbisch Gołkojce, ist eine amtsfreie Gemeinde im Landkreis Spree-Neiße in Brandenburg. Die Gemeinde in ihrer heutigen Form entstand am 6. Dezember 1993 durch den Zusammenschluss von zehn vormals eigenständigen Gemeinden.

## Geographie
Die Gemeinde Kolkwitz liegt fünf Kilometer westlich von Cottbus in der Niederlausitz und zählt zum amtlichen Siedlungsgebiet der Sorben/Wenden. Die Ortsteile Babow und Milkersdorf liegen vollständig und die Ortsteile Kunersdorf und Papitz teilweise im Spreewald. Die Gemeinde grenzt im Norden an Werben und Briesen, im Osten an die Stadt Cottbus, im Süden an Drebkau, im Westen an Vetschau/Spreewald und im Nordwesten an Burg (Spreewald).

## Gemeindegliederung
Die Großgemeinde Kolkwitz besteht seit 1993 und umfasst folgende Orts- und Gemeindeteile sowie Wohnplätze (in Klammern die niedersorbische Bezeichnung; die Einwohnerzahlen beziehen sich auf den 15. Mai 2022):
- Babow (Bobow); 242 Einwohner
- Brodtkowitz (Brodkojce) mit dem Wohnplatz Heideschänke (Gólna Kjarcma); 27 Einwohner
- Dahlitz (Dalic); 173 Einwohner
- Eichow (Dubje); 406 Einwohner
- Glinzig (Glinsk) mit den Wohnplätzen Koselmühle (Kózański Młyn) und Putgolla (Pódgóla) (gehört z. T. auch zum Ortsteil Kolkwitz); 509 Einwohner
- Gulben (Gołbin); 452 Einwohner
- Hänchen (Hajnk) mit den Wohnplätzen Alte Siedlung (Stare Sedlišćo), Annahof (Aniny Dwór) und Neue Siedlung (Nowe Sedlišćo); 670 Einwohner
- Kackrow (Kokrjow); 91 Einwohner
- Klein Gaglow (Gogolowk); 377 Einwohner
- Kolkwitz (Gołkojce) mit den Wohnplätzen Forsthaus Stadtheide (Gólnikaŕnja Měsćańska Góla) und Putgolla (Pódgóla) (gehört z. T. auch zum Ortsteil Glinzig); 3.725 Einwohner
- Krieschow (Kśišow) mit den Wohnplätzen Feldmühle (Pólny Młyn) und Schneidemühle (Rězaki); 442 Einwohner
- Kunersdorf (Kósobuz); 408 Einwohner
- Limberg (Limbark); 737 Einwohner
- Milkersdorf (Górnej) mit dem Wohnplatz Krieschow Vorwerk (Forbark); 244 Einwohner
- Papitz (Popojce) mit den Wohnplätzen Kleines Ende (Mały Kóńc) und Rabenau (Rabenow); 415 Einwohner
- Wiesendorf (Naseńce); 43 Einwohner
- Zahsow (Cazow); 263 Einwohner

## Geschichte

### Ortsgeschichte

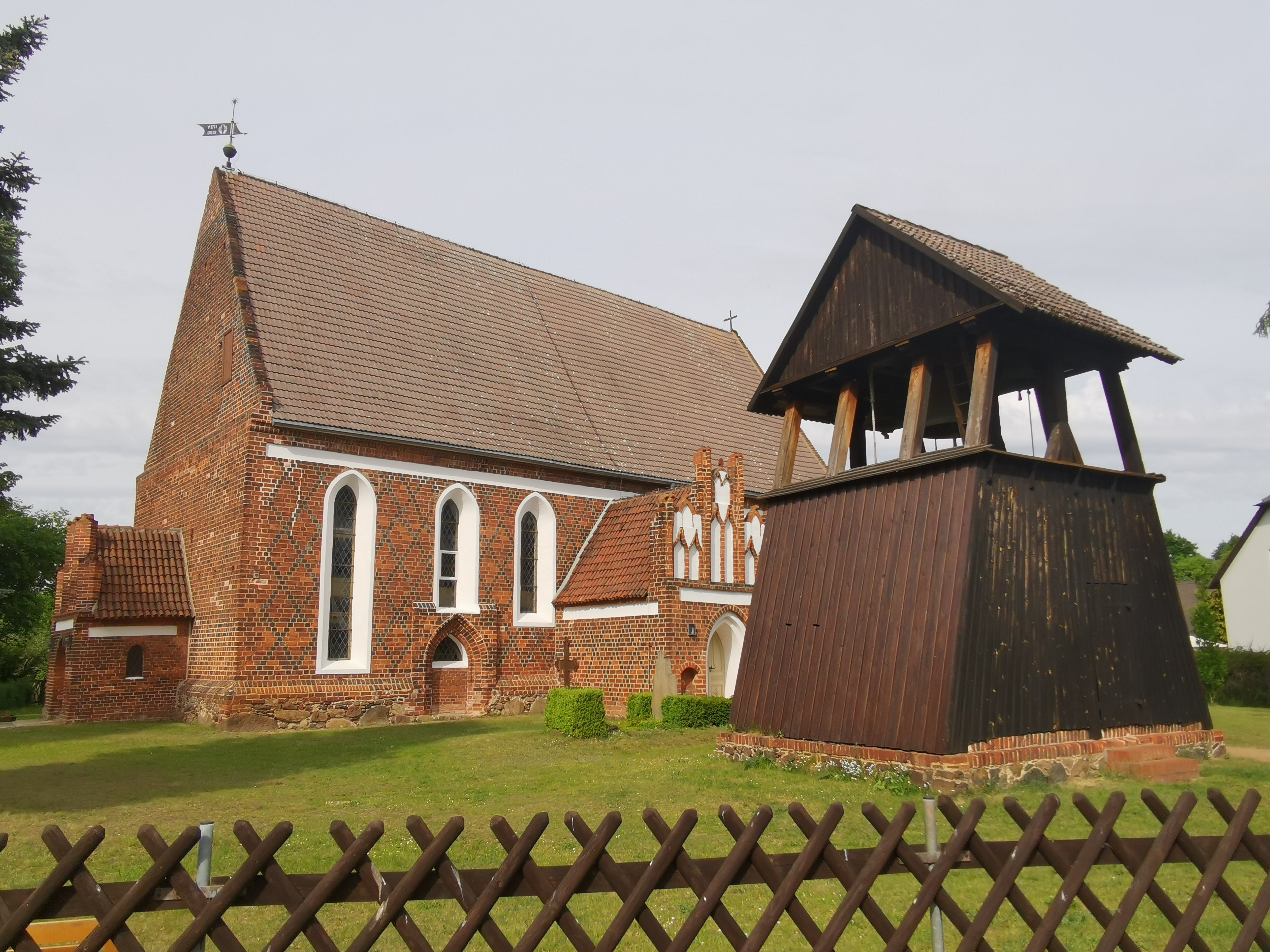
Dorfkirche Kolkwitz

Die erste gesicherte urkundliche Erwähnung von Kolkwitz stammt aus einem Bannbrief der Stadt Calau aus dem Jahr 1300, in dem ein katholischer Pfarrer erwähnt wird. Am 8. Februar 1413 wird der Ort mit dem Namen mit dem Namen „Kolkewitz“. Der Ort ist auch in der Kirchenmatrikel des Bistums Meißen von 1346 aufgelistet, die jedoch nur in einer Kopie von 1495 erhalten sind. Im Jahr 1499 lautete der Name des Ortes „Colkwicz“. Der Ortsname wurde ursprünglich von einem sorbischen Personennamen übertragen und geht nach Arnošt Muka auf das niedersorbische Wort „góletko“ für „Kleinkind“ zurück.
Kolkwitz gehörte zum Bereich der historischen Herrschaft Cottbus und war somit in seiner frühen Zeit Teil einer Exklave der Mark Brandenburg, die vom Markgraftum Niederlausitz und später vom Kurfürstentum Sachsen umgeben war. Bis 1459 gehörte der Ort den Herren von Muschwitz, danach wurde Kolkwitz ein Kämmereidorf von Cottbus. Ein Jahr später wurde die heutige Dorfkirche gebaut. Beim Überfall durch die Armee des Feldherren Wallenstein wurde Kolkwitz im Jahr 1626 geplündert. Nach statistischer Erhebung bestanden im Jahr 1652 eine Schmiede und 42 landwirtschaftliche Betriebe, der Ort hatte 198 Einwohner. Eine Schule gab es noch nicht, die Kinder wurden in der Wohnung des Küsters unterrichtet. Ab 1701 kam die Mark Brandenburg und somit auch Kolkwitz zum neu gebildeten Königreich Preußen. Während des Siebenjährigen Krieges wurden Mitte 1759 preußische Truppen in Kolkwitz einquartiert, später im gleichen Jahr wurde Kolkwitz geplündert.
Am 26. März 1781 wurden 54 Wohnhäuser und zahlreiche Wirtschaftsgebäude in Kolkwitz durch einen Großbrand zerstört, zwei Menschen starben bei dem Brand. Anfang des 19. Jahrhunderts hatte Kolkwitz 77 Wohngebäude und 494 Einwohner. Von den Haushalten waren 29 Ganzbauern, 22 Büdner, zwölf Kossäten, sieben Einlieger und jeweils zwei Krüger und zwei Förster. Des Weiteren gab es eine Schmiede im Ort. Durch den Tilsiter Frieden kam Kolkwitz im Jahr 1807 zum Königreich Sachsen. In Sachsen blieb Kolkwitz jedoch nur knapp acht Jahre. Nach der auf dem Wiener Kongress beschlossenen Teilung des Königreiches Sachsen kam Kolkwitz wieder zum Königreich Preußen, wo Kolkwitz fortan zur Provinz Brandenburg gehörte. Bei der Gebietsreform im Jahr 1816 wurde Kolkwitz dem Kreis Cottbus im Regierungsbezirk Frankfurt zugeordnet. Anfang der 1840er Jahre hatte Kolkwitz 741 Einwohner in 135 Wohngebäuden, dazu kam noch die Kolkwitzer Försterei mit vier weiteren Einwohnern.
Am 6. August 1846 kam es in Kolkwitz erneut zu einem größeren Brand, bei dem 30 Gebäude und der Glockenturm zerstört wurden. Beim Wiederaufbau des Ortes wurde fortan mit Ziegelmauerwerk gebaut. Im Jahr 1864 hatte Kolkwitz 1112 Einwohner in 164 Häusern. Zum Ort gehörten 74 Ausbausiedlungen, drei Spinnereien, jeweils eine Wasser- und eine Windmühle sowie zwölf Kolonistenstellen. Des Weiteren gehörte die Kolkwitzer Försterei mit zehn weiteren Einwohnern zu Kolkwitz. Bei der Volkszählung vom 1. Dezember 1871 hatte die Landgemeinde Kolkwitz 1109 Einwohner in 235 Familien und elf Einzelhaushalten. Von den Einwohnern waren 535 Männer und 574 Frauen; 257 Einwohner waren Kinder unter zehn Jahren. 1107 Einwohner der Landgemeinde waren evangelisch-lutherischer Konfession, die beiden anderen Einwohner waren Katholiken. Der Gutsbezirk Kolkwitz hatte zum gleichen Zeitpunkt 164 Einwohner in 37 Familien und einem Einzelhaushalt, hier waren 81 Einwohner Männer und 83 Frauen; 55 Einwohner waren jünger als zehn Jahre. Im Gutsbezirk waren 163 Einwohner evangelisch-lutherisch und einer katholisch.

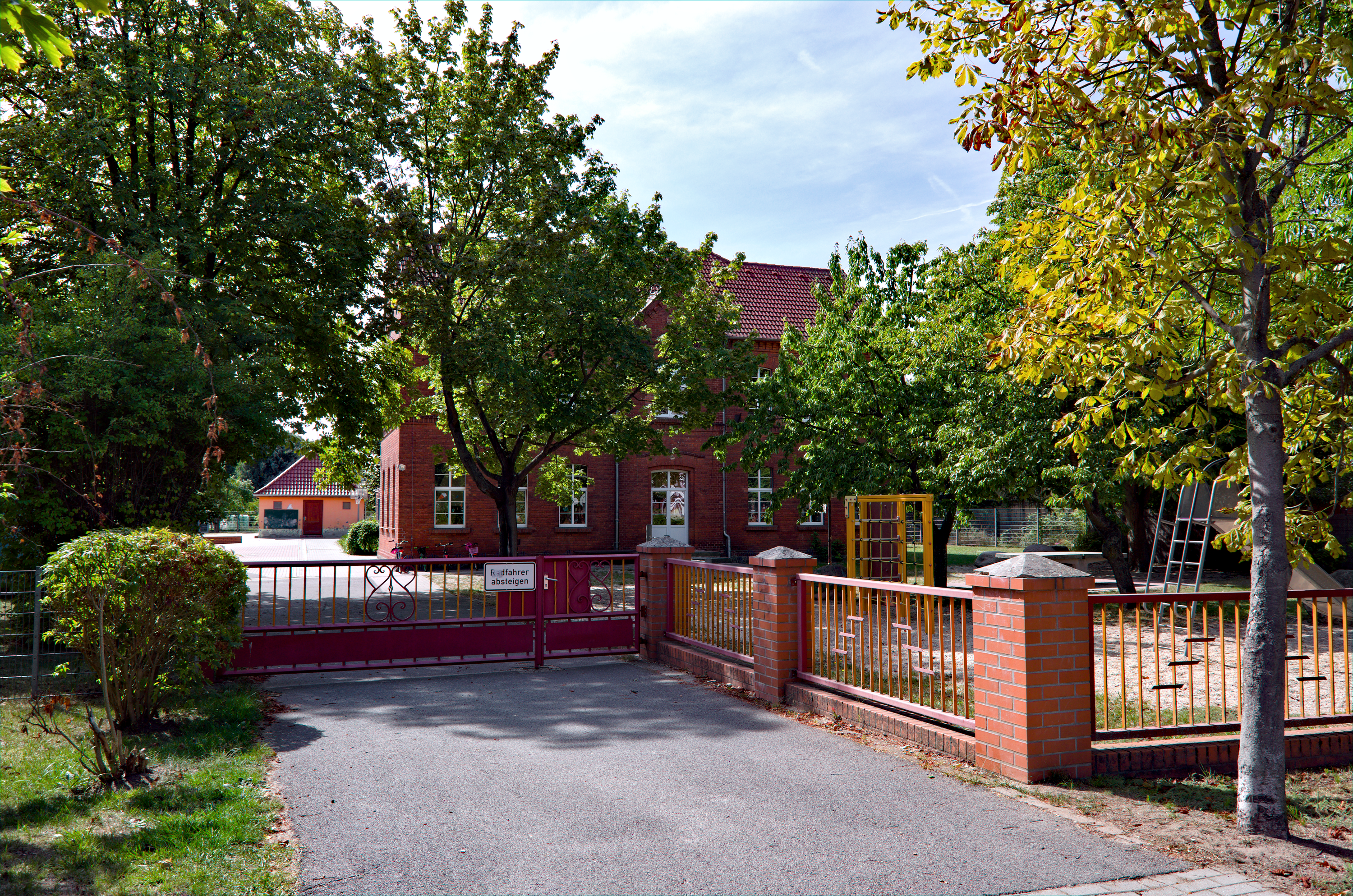
Das alte Schulgebäude von 1889 wurde bis 1961 als Schule genutzt und beherbergt heute den örtlichen Kindergarten

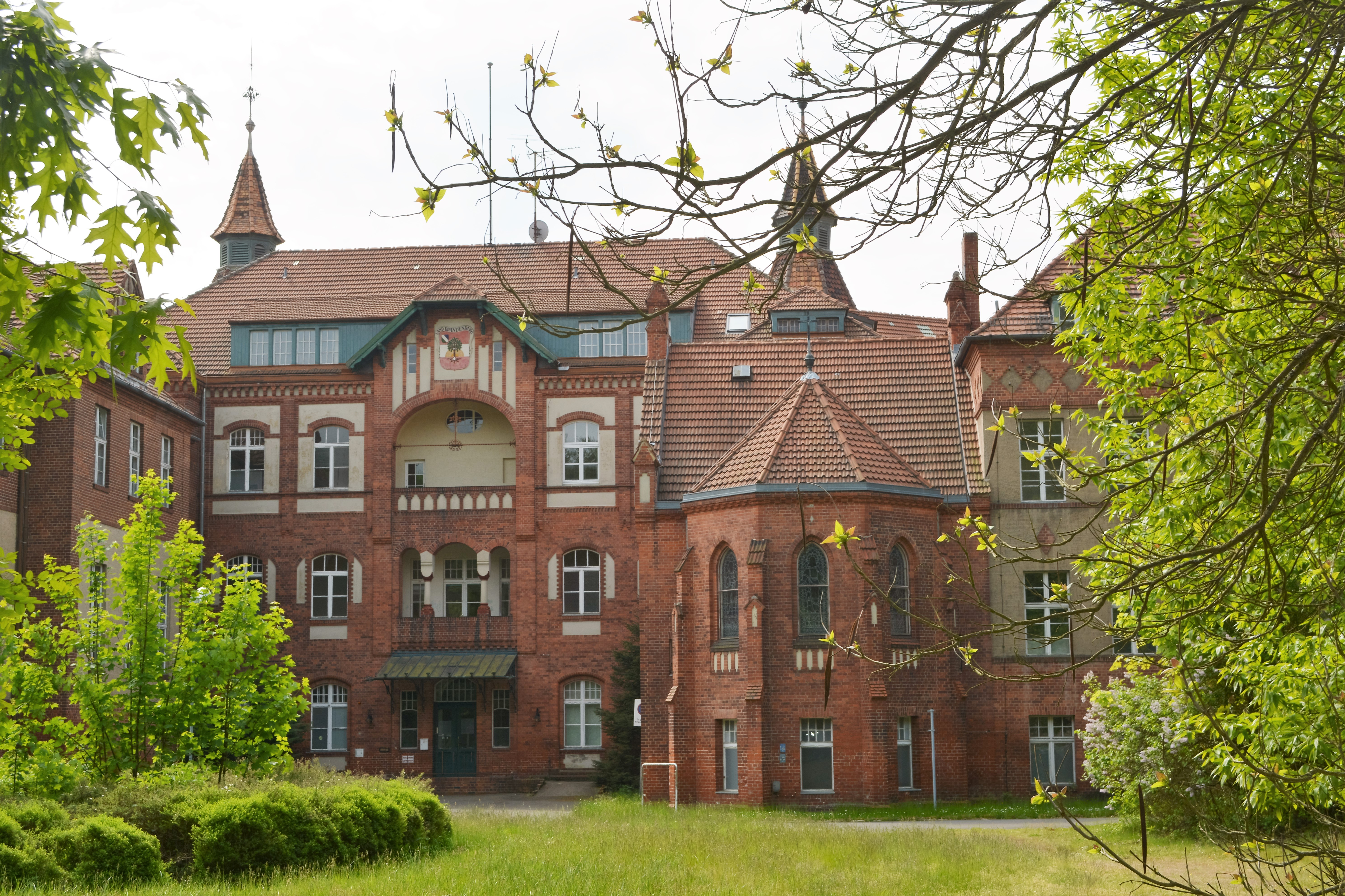
Lungenheilstätte Kolkwitz

Am 16. Juni 1878 wurde Kolkwitz mit einem Bahnhof an die Strecke Berlin–Görlitz angeschlossen. Am 11. Oktober 1889 erfolgte die Einweihung des neuen Schulgebäudes, in dem anfangs etwa 300 Kinder unterrichtet wurden. Zwischen 1898 und 1900 wurde im Cottbuser Stadtforst südwestlich von Kolkwitz eine Lungenheilstätte für Tuberkulosepatientinnen errichtet. Um 1903 wurde der Gutsbezirk Kolkwitz aufgelöst und mit der Landgemeinde vereinigt. Seit Mai 1906 ist Kolkwitz durch den Bahnhof Kolkwitz-Süd auch an die Strecke Halle–Cottbus angeschlossen. Im April 1909 wurde Kolkwitz an das Stromnetz angeschlossen; im folgenden Jahr wurde die Freiwillige Feuerwehr gegründet, die jedoch 1914 in eine Pflichtfeuerwehr umgewandelt wurde. Bei der Volkszählung im Jahr 1910 hatte Kolkwitz 2163 Einwohner.
Im Jahr 1937 wurde der erste Kindergarten der Gemeinde Kolkwitz eröffnet. Gegen Ende des Zweiten Weltkrieges wurde der Ort am 20. April 1945 nach Kampfhandlungen von der Roten Armee eingenommen. Nach Kriegsende lag Kolkwitz in der Sowjetischen Besatzungszone. Ab dem 1. Oktober 1945 wurde der Schulunterricht wieder aufgenommen, im Sommer 1946 die Lungenklinik wieder in Betrieb genommen. Seit 1949 gehörte Kolkwitz zur DDR. Am 1. Juli 1950 kam es zu den ersten Eingemeindungen umliegender Gemeinden nach Kolkwitz (siehe weiter unten). Bei der Gebietsreform in der DDR am 25. Juli 1952 wurden die Länder und Landkreise aufgelöst und Kolkwitz dem Kreis Cottbus (ab 1954 Kreis Cottbus-Land) im Bezirk Cottbus zugeordnet. Ab 1959 wurden die landwirtschaftlichen Betriebe in der LPG „Gerhart Hauptmann“ zusammengeschlossen. Später im gleichen Jahr wurde die örtliche Schule zu einer Polytechnischen Oberschule umstrukturiert. 1961 erhielt diese ein neues Schulgebäude als Typenschulbau, das in den 1980er Jahren erweitert wurde.
Ab 1967 war Kolkwitz Standort des Bunkers Kolkwitz, der als Gefechtsstand der Luftstreitkräfte der Nationalen Volksarmee genutzt wurde. Die Kolkwitzer Lungenheilanstalt wurde 1972 zu einer orthopädischen Rehaklinik umfunktioniert. Der Bunker Kolkwitz verlor nach der Wende seine militärische Bedeutung und wurde nicht mehr genutzt.

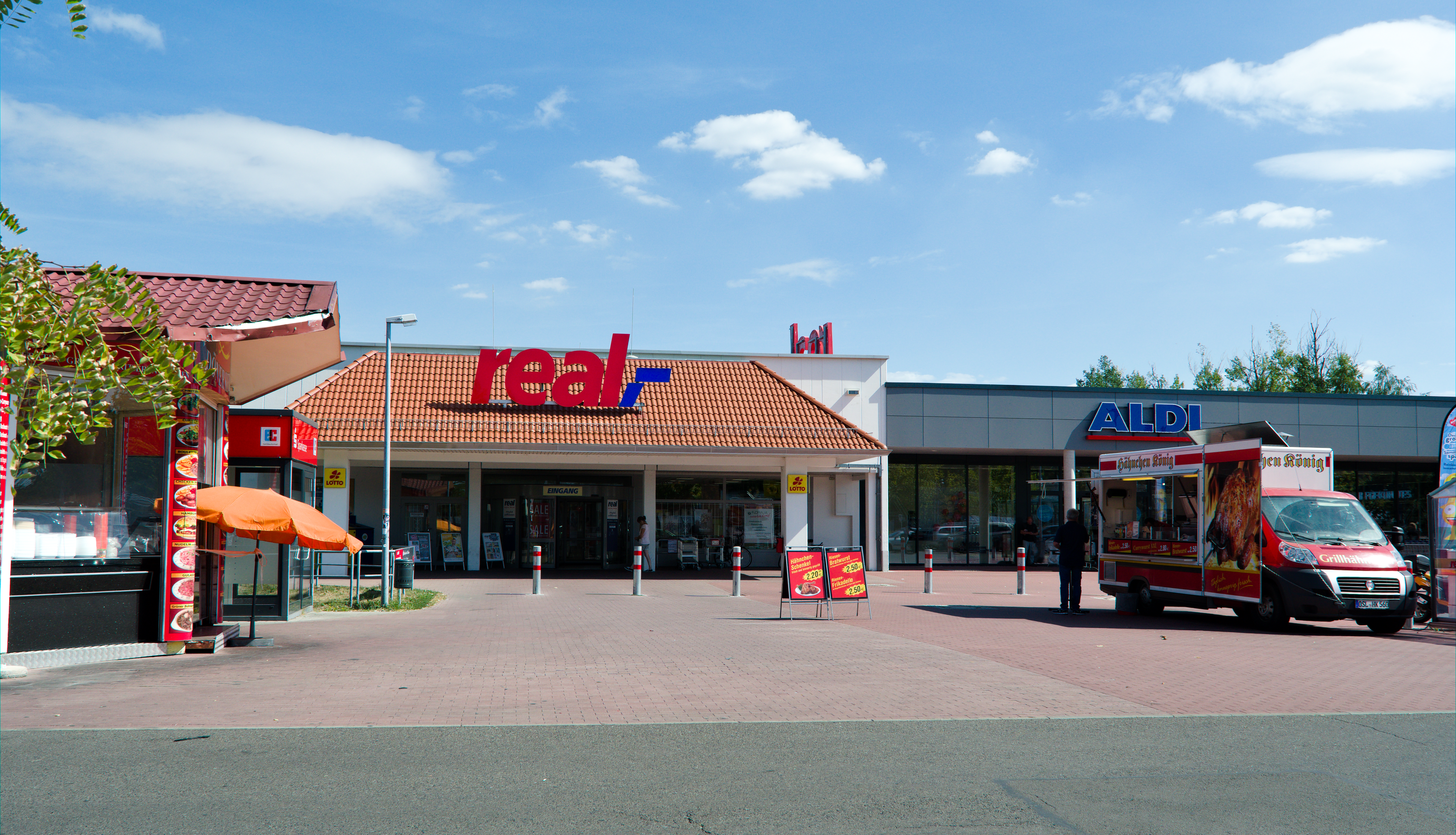
Gewerbegebiet Langosa in Kolkwitz

Nach der Wiedervereinigung lag Kolkwitz zunächst im zum Kreis Cottbus-Land flächengleichen Landkreis Cottbus in Brandenburg. Bei der Gebietsreform vom 5./6. Dezember 1993 ging der Landkreis Cottbus dann im neuen Landkreis Spree-Neiße auf, zeitgleich schlossen sich Kolkwitz und neun weitere Gemeinden zu der neuen Großgemeinde Kolkwitz zusammen, die seitdem 17 Ortsteile umfasst. Zwischen 1997 und 2001 wurde das „Kolkwitz-Center“, eine Sport- und Veranstaltungshalle hinter der Schule, errichtet. Ende 2002 folgte der Bau des Einkaufs- und Dienstleistungszentrums „Langosa“. Im Jahr 2007 wurde der Betrieb des Klinikums Kolkwitz eingestellt. Am 31. Dezember 2016 hatte der Hauptort Kolkwitz alleine 3960 Einwohner, was etwas mehr als einem Drittel der Gesamteinwohnerzahl der Großgemeinde entspricht.

### Eingemeindungen
Am 1. Juli 1950 wurden die bis dahin eigenständigen Gemeinden Dahlitz und Zahsow nach Kolkwitz eingegliedert. Die Gemeinde Gulben wurde am 10. Januar 1973 nach Kolkwitz eingemeindet, erhielt nach der Wiedervereinigung aber wieder den Status einer eigenständigen Gemeinde zurück. Im Zuge der brandenburgischen Kreis- und Gebietsreform am 5. /6. Dezember 1993 schlossen sich die Gemeinden Babow, Eichow, Glinzig, Gulben, Hänchen, Klein Gaglow, Kolkwitz, Krieschow-Wiesendorf, Milkersdorf und Papitz zu der neuen Großgemeinde Kolkwitz eingemeindet. Bereits zuvor wurden Brodtkowitz und Kackrow nach Krieschow-Wiesendorf und die Gemeinde Kunersdorf nach Papitz eingemeindet.

## Bevölkerungsentwicklung
| Jahr | Einwohner |
| ---- | --------- |
| 1875 | 1.305     |
| 1890 | 1.719     |
| 1910 | 2.163     |
| 1925 | 2.418     |
| 1933 | 2.767     |
| 1939 | 2.945     |

| Jahr | Einwohner |
| ---- | --------- |
| 1946 | 3.271     |
| 1950 | 3.759     |
| 1964 | 3.395     |
| 1971 | 3.204     |
| 1981 | 3.723     |
| 1985 | 3.701     |

| Jahr | Einwohner |
| ---- | --------- |
| 1990 | 03.392    |
| 1995 | 08.622    |
| 2000 | 10.270    |
| 2005 | 09.989    |
| 2010 | 09.542    |
| 2015 | 09.147    |

| Jahr | Einwohner |
| ---- | --------- |
| 2020 | 9.269     |
| 2021 | 9.297     |
| 2022 | 9.172     |
| 2023 | 9.215     |
| 2024 | 9.265     |

Gebietsstand des jeweiligen Jahres, Einwohnerzahl: Stand 31. Dezember (ab 1991), von 2011 bis 2021 auf Basis des Zensus 2011, ab 2022 auf Basis des Zensus 2022
Bis ins 20. Jahrhundert sprach ein Großteil der Bevölkerung sorbisch. Arnošt Muka ermittelte für seine Statistik der Lausitzer Sorben 1884/85 auf dem damaligen Gemeindegebiet eine Gesamteinwohnerzahl von 1445, davon 1368 Sorben (95 %) und 77 Deutsche. 1956 hatten nur noch 7,7 Prozent der Einwohner von Kolkwitz Sorbischkentnisse.

## Politik

### Gemeindevertretung
Die Gemeindevertretung von Kolkwitz besteht aus 18 Gemeindevertretern und dem hauptamtlichen Bürgermeister. Die Kommunalwahl am 9. Juni 2024 führte zu folgendem Ergebnis:
| Partei / Wählergruppe                    | Ergebnis 2024 | Sitze 2024 |        | Ergebnis 2019 | Sitze 2019 | Ergebnis 2014 | Sitze 2014 | Ergebnis 2008 | Sitze 2008 |
| ---------------------------------------- | ------------- | ---------- | ------ | ------------- | ---------- | ------------- | ---------- | ------------- | ---------- |
| AfD                                      | 24,6 %        | 4          | 18,2 % | 3             | –          | –             | –          | –             |            |
| Unabhängige Wähler Kolkwitz              | 22,3 %        | 4          | –      | –             | –          | –             | –          | –             |            |
| CDU                                      | 20,3 %        | 4          | 35,1 % | 6             | 43,8 %     | 8             | 31,4 %     | 6             |            |
| SPD                                      | 15,9 %        | 3          | 21,2 % | 4             | 26,7 %     | 5             | 29,6 %     | 5             |            |
| Gemeinsam für die Großgemeinde Kolkwitz  | 10,5 %        | 2          | –      | –             | –          | –             | –          | –             |            |
| Die Linke                                | 04,5 %        | 1          | 09,4 % | 2             | 12,5 %     | 2             | 15,1 %     | 3             |            |
| Einzelbewerber Marcel Noack              | 01,8 %        | –          | –      | –             | –          | –             | –          | –             |            |
| Ortsteilbündnis Freie Wähler             | –             | –          | 10,4 % | 2             | 11,2 %     | 2             | 11,8 %     | 2             |            |
| Gemein(de)sam stark                      | –             | –          | 02,4 % | 1             | –          | –             | –          | –             |            |
| Landwirtschaft und Umwelt                | –             | –          | 01,9 % | –             | 04,0 %     | 1             | 03,3 %     | 1             |            |
| Einzelbewerberin Jutta Ullrich-Wildemann | –             | –          | 01,4 % | –             | –          | –             | –          | –             |            |
| FDP                                      | –             | –          | –      | –             | 01,7 %     | –             | 05,2 %     | 1             |            |
| Bündnis 90/Die Grünen                    | –             | –          | –      | –             | –          | –             | 02,3 %     | –             |            |
| DSU                                      | –             | –          | –      | –             | –          | –             | 01,3 %     | –             |            |
| Wahlbeteiligung                          | 76,5 %        | 76,5 %     | 70,9 % | 70,9 %        | 54,4 %     | 54,4 %        | 57,2 %     | 57,2 %        |            |

Bei der konstituierenden Sitzung der Gemeindevertretung schloss sich die Gemeindevertreterin der Linken der Fraktion Unabhängige Wähler Kolkwitz an, die anderen Fraktionen entsprechen den Sitzen der Parteien. Vorsitzender der Gemeindevertretung ist René Kochan (CDU), seine Stellvertreter sind Birgit Paulick (UWK) und David Kobialka (AfD).

### Bürgermeister
- 1990–2018: Fritz Handrow (CDU)[25]

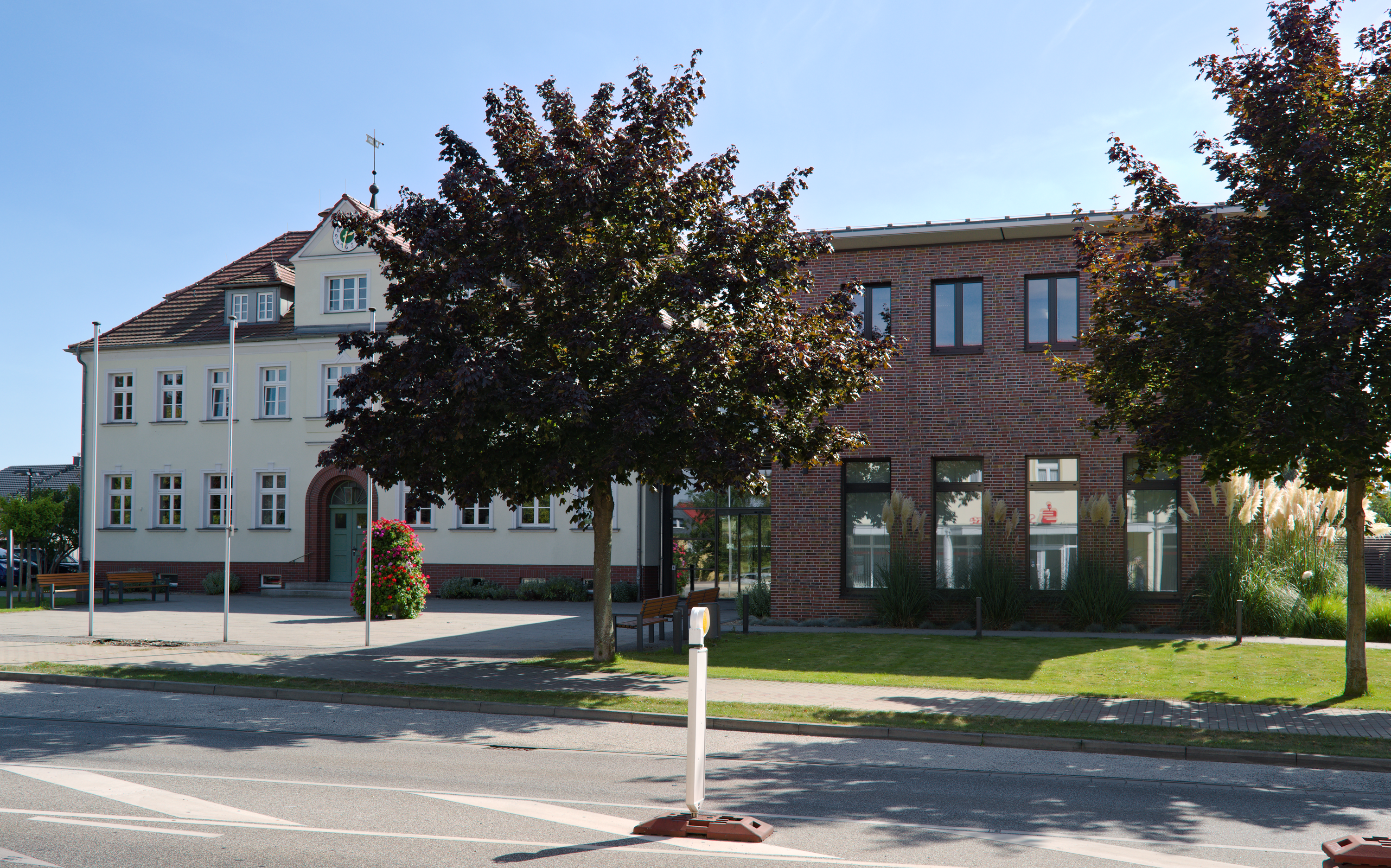
Rathaus der Gemeinde in Kolkwitz

- seit 2018: Karsten Schreiber (SPD)

Karsten Schreiber ist seit dem 1. März 2018 Bürgermeister der Gemeinde Kolkwitz. Er wurde am 24. September 2017 mit 51,9 % der gültigen Stimmen (Wahlbeteiligung 83,0 %) für eine Amtszeit von acht Jahren gewählt.

### Wappen
Das Wappen wurde von dem Heraldiker Frank Diemar gestaltet. Es wurde 1998 von der Gemeindevertretung festgelegt und vom brandenburgischen Innenministerium am 9. April 1999 genehmigt.
| Wappen von Kolkwitz | Blasonierung: „Aus einem oben wellenförmig grün-silbern geteilten blauen Wellenschildfuß, belegt mit einem silbernen Fisch, wachsend in Gold ein grüner Laubbaum.“ |
| Wappen von Kolkwitz | Wappenbegründung: Der Laubbaum erscheint bereits in einem Gemeindesiegel vom Ende des 19. Jahrhunderts. Das heraldisch als allgemeiner Laubbaum gestaltete Motiv trägt 17 Blätter und spiegelt damit die Anzahl der Ortsteile der Gemeinde wider. Der Baum steht darüber hinaus als redendes Bild für den Gemeindenamen. Die beiden Wellenbalken und vor allem der heraldisch stilisierte Fisch symbolisieren die wasserreiche Teichlandschaft der Großgemeinde Kolkwitz, die vom Priorgraben, einem historisch bedeutsamen Kanal, durchzogen wird. Für die Gemeinde spiegeln Motivik und die Farbgebung mit Grün als Hauptfarbe auch den Wiesen- und Waldreichtum der Gemeindeflur und die Lage der Gemeinde am Rande des Spreewalds wider. |

### Gemeindepartnerschaften
Seit 1994 besteht eine Partnerschaft mit der bayerischen Gemeinde Großmehring im Landkreis Eichstätt, seit 2006 mit Torzym in der polnischen Woiwodschaft Lebus.

## Sehenswürdigkeiten

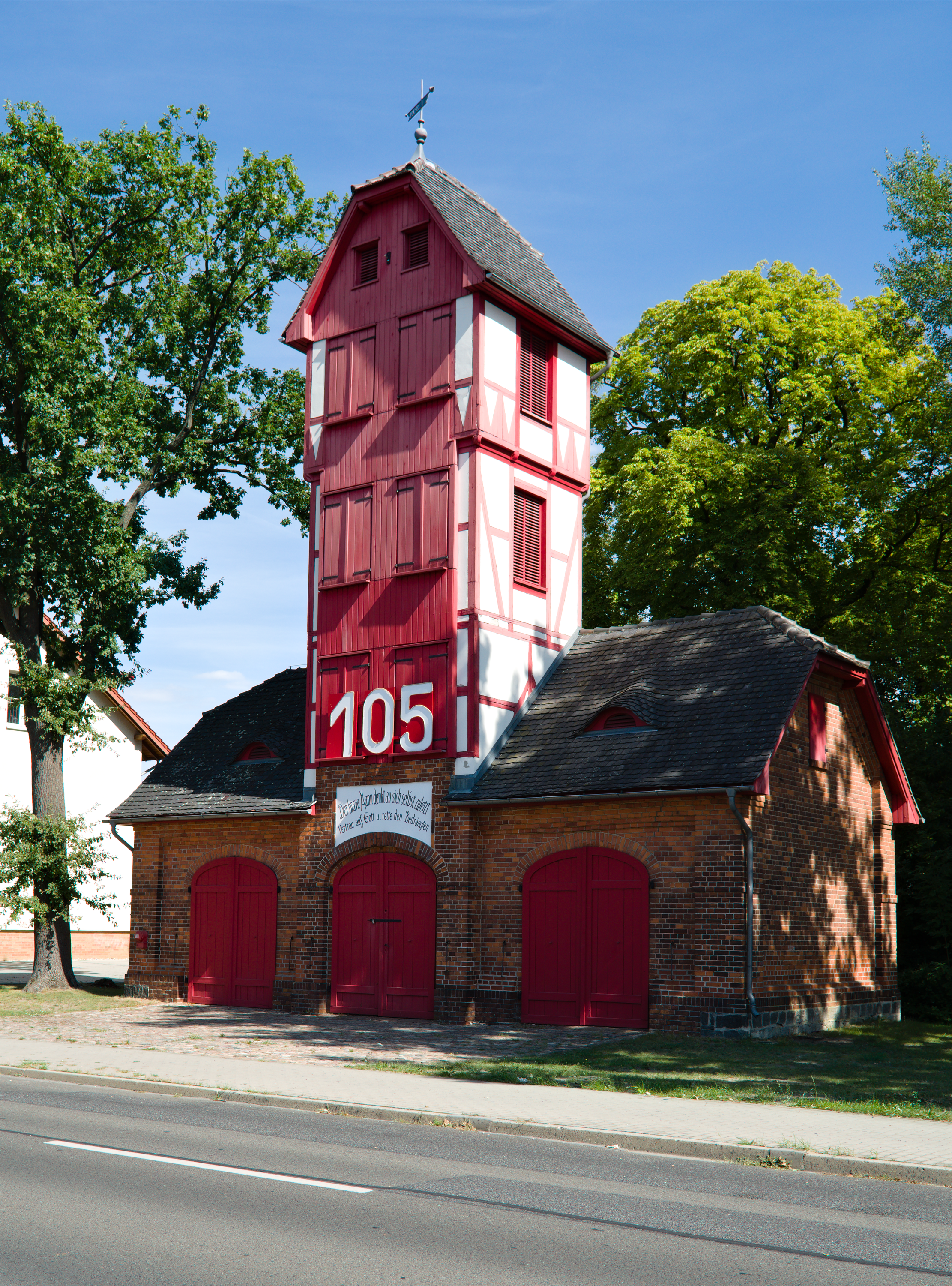
Das unter Denkmalschutz stehende ehemalige Gerätehaus der Freiwilligen Feuerwehr

In der Liste der Baudenkmale in Kolkwitz stehen die in der Denkmalliste des Landes Brandenburgs eingetragenen Baudenkmale. Die Bodendenkmale sind in der Liste der Bodendenkmale in Kolkwitz aufgeführt.
- In Kolkwitz steht die ehemalige Lungenheilstätte Kolkwitz aus dem Baujahr 1900.
- In Kolkwitz kann ein Bunker der Luftstreitkräfte der DDR (1. Luftverteidigungsdivision, GS-31) besichtigt werden, hier war auch die Funkkompanie des NB-31 im Dienst und sicherte die nachrichtentechnischen Verbindungen des damaligen GS-31.
- Die Dorfkirche Kolkwitz wurde um 1460 gebaut und mehrfach erweitert. Sie befindet sich im nördlichen Teil des Ortes gegenüber der früheren Schule. Im Jahr 1850 wurde ein Glockenturm aus Holz neben der Kirche aufgestellt. Weitere Kirchen innerhalb der Großgemeinde befinden sich in den Ortsteilen Glinzig, Gulben, Hänchen, Krieschow und Papitz.
- Das alte Spritzenhaus der Freiwilligen Feuerwehr wurde 1921 gebaut und im Jahr 1993 saniert. Das Feuerwehrhaus ist ein Ziegelmauerwerksbau und hat einen mit Holz verblendeten Schlauchturm.

## Wirtschaft und Infrastruktur

### Verkehr

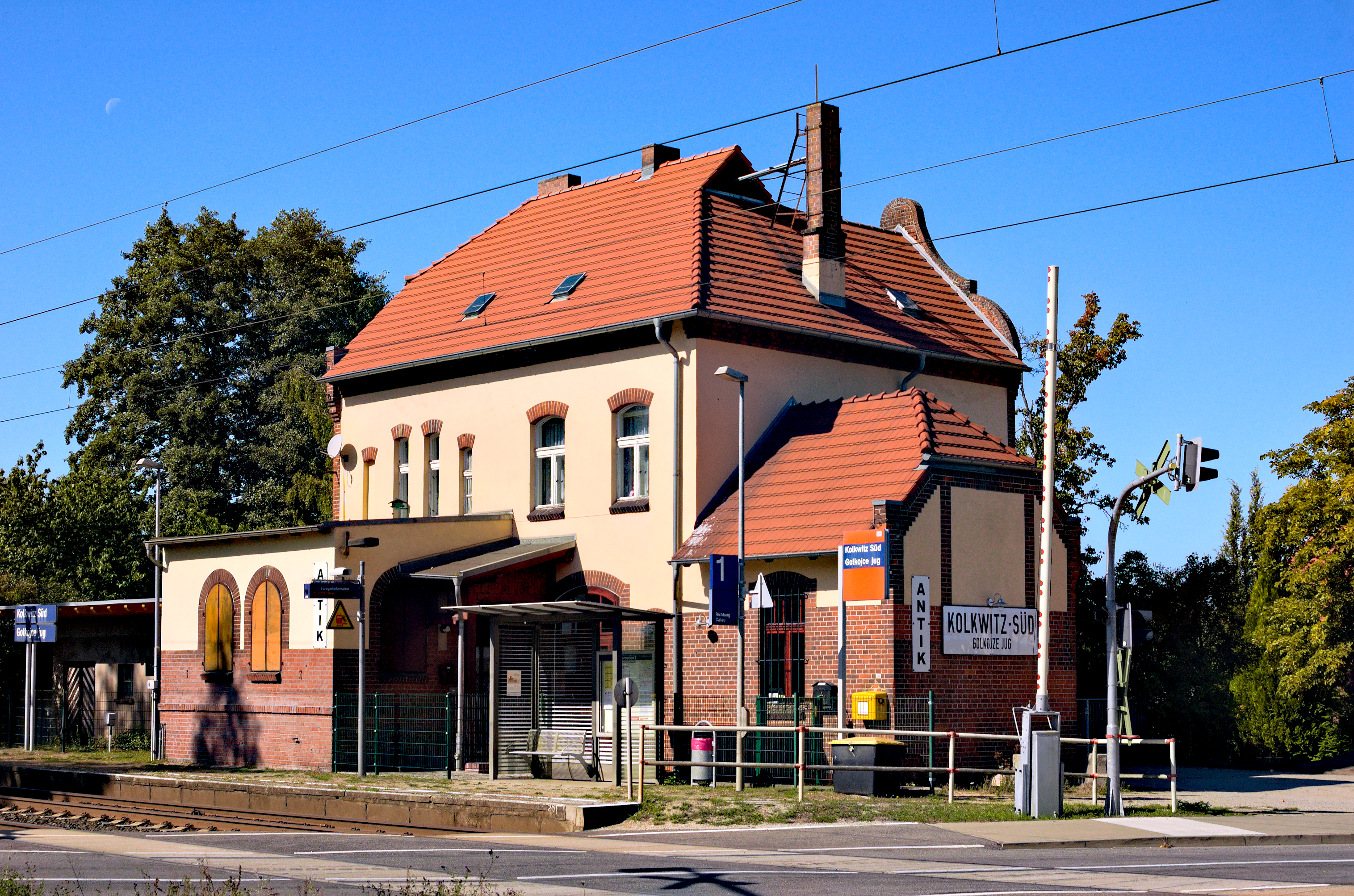
Empfangsgebäude am Haltepunkt Kolkwitz-Süd

Kolkwitz liegt an den Landesstraßen L 49 (ehemalige Bundesstraße 115) zwischen Vetschau und Cottbus und L 50 zwischen Briesen und dem Ortsteil Klein Gaglow. Ebenso führt die L 512 zwischen Guhrow und dem Ortsteil Limberg durch das Gemeindegebiet. Die A 15 (Autobahndreieck Spreewald–polnische Grenze) führt über das Gemeindegebiet; die Anschlussstelle Cottbus-West liegt in der Gemarkung des Ortsteils Klein Gaglow, die Anschlussstelle Vetschau ist vier Kilometer von der westlichen Gemeindegrenze entfernt.
Die Haltepunkte Kunersdorf und Kolkwitz liegen an der Bahnstrecke Berlin–Görlitz und werden im Zweistundentakt von Zügen der Regional-Express-Linie RE 2 (Nauen–Berlin–Cottbus) bedient. Am Haltepunkt Kolkwitz Süd der Bahnstrecke Halle–Cottbus verkehrt die Regionalbahnlinie RB 43 (Falkenberg (Elster)–Cottbus–Frankfurt (Oder)) ebenfalls im Zweistundentakt. Am ehemaligen Bahnhof Eichow halten seit 1999 keine Züge mehr.

### Bildung

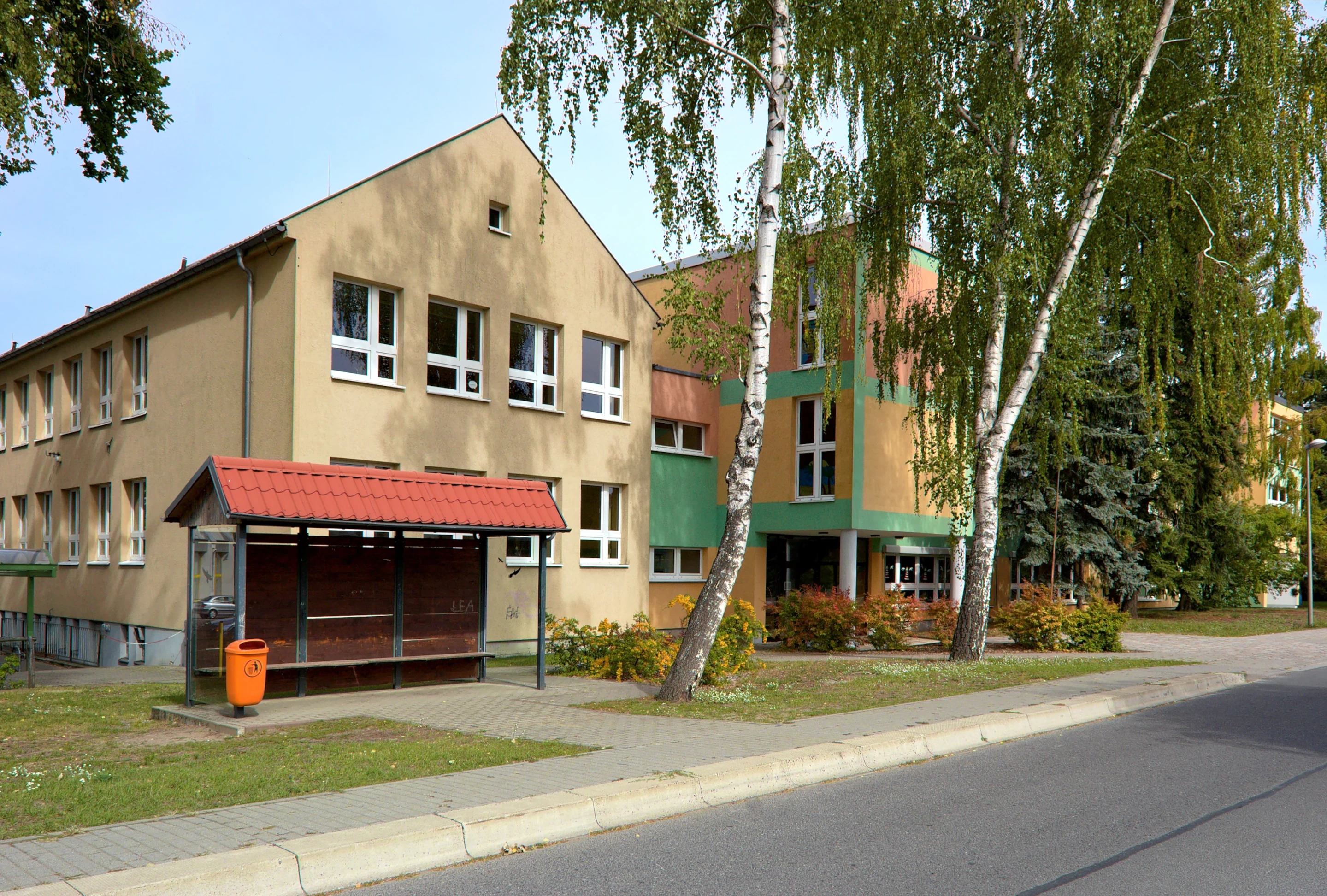
Grundschule Kolkwitz

In Kolkwitz gibt es eine sechsklassige Grundschule in der Karl-Liebknecht-Straße. Diese ging nach der Wende aus der Polytechnischen Oberschule hervor. In der alten Dorfschule befindet sich heute der Kindergarten. Eine weitere Grundschule befindet sich im Ortsteil Krieschow. Die Oberschule Kolkwitz wurde nach dem Schuljahr 2005/06 geschlossen.

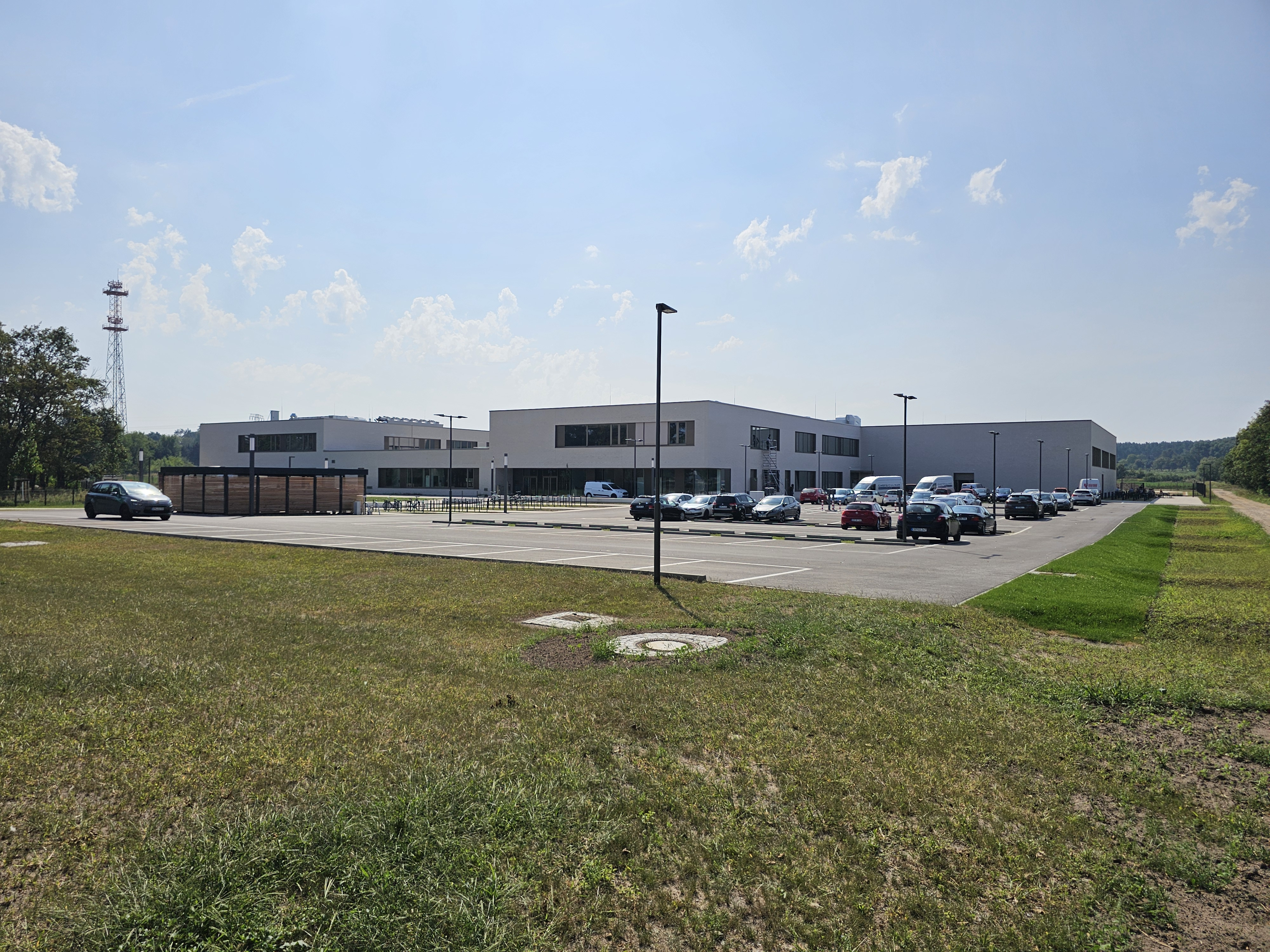
Gesamtschule Spree-Neiße

Seit dem Schuljahr 2022/23 gibt es in der Gemeinde Kolkwitz eine Gesamtschule mit gymnasialer Oberstufe. Das Schulgebäude im Ortsteil Hänchen wurde vor Beginn Schuljahres 2024/25 am 31. August 2024 eröffnet. Vorher wurden die Schüler der Gesamtschule Spree-Neiße übergangsweise im Oberstufenzentrum Spree-Neiße in Cottbus unterrichtet.

### Sport
Der Fußballverein VfB 1921 Krieschow spielt seit der Saison 2017/18 in der Fußball-Oberliga Nordost, der fünfthöchsten Spielklasse in Deutschland.

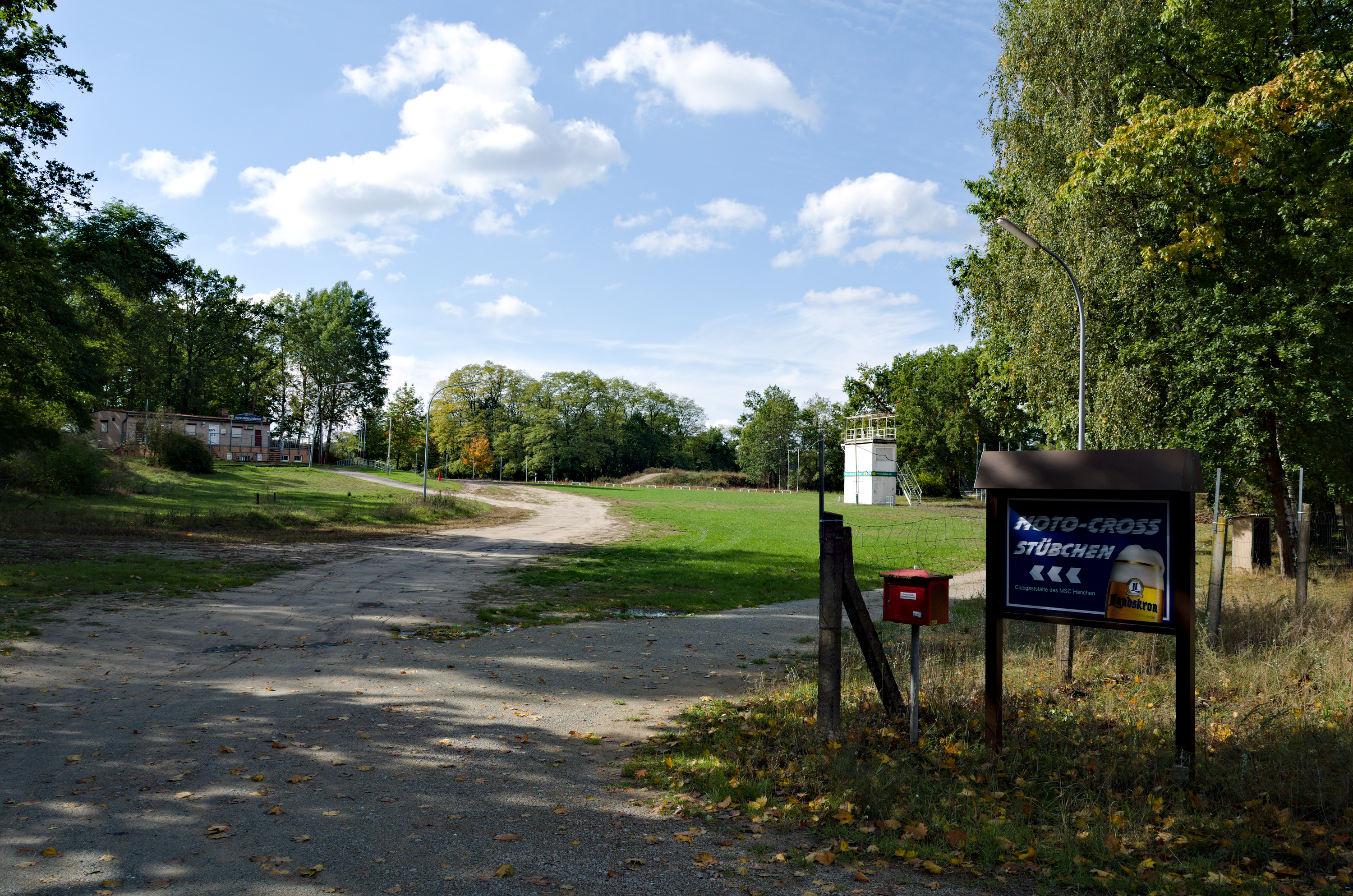
Motocrossstrecke des MSC Hänchen

In der Gemeinde Kolkwitz sind eine Reihe weiterer Vereine zu Hause, darunter der SV Kolkwitz 1896 (Kolkwitzer SV, KSV), die SG Glinzig und der SV Fichte Kunersdorf. Im Ortsteil Hänchen befindet sich die Motocross-Strecke des MSC Hänchen, dort findet jährlich der „Mad Chicken Run“ statt.

## Persönlichkeiten

### Söhne und Töchter der Gemeinde
- Gotthelf Christlieb Fritze (Pomgajbog Kristalub Fryco, 1744–1815), evangelischer Pfarrer und Schriftsteller, geboren in Kolkwitz
- Johann Friedrich Fritze (Jan Bjedrich Fryco, 1747–1819), evangelischer Pfarrer in Kolkwitz 1778–1808, übersetzte als Erster das Alte Testament in die niedersorbische Sprache
- Johann Georg Zwahr (Hanzo Juro Swora, 1785–1844), evangelischer Pfarrer in Stradow bei Spremberg 1812–1844, Verfasser des ersten niedersorbisch-deutschen Wörterbuchs, geboren in Hänchen
- Johann Friedrich Teschner (Jan Bjedrich Tešnaŕ, 1829–1898), evangelischer Pfarrer, Herausgeber und Übersetzer; geboren in Putgolla
- Max Pohlenz (1872–1962), klassischer Philologe, geboren in Hänchen
- Pauline Krautz (Pawlina Krawcowa, 1890–1941), sorbische Unternehmerin, geboren in Dahlitz
- Rainer Troppa (1958–2023), Fußballspieler, geboren in Kolkwitz

### Personen mit Bezug zur Gemeinde
- Joochen Laabs (* 1937), Schriftsteller, aufgewachsen in Hänchen
- Olaf Pollack (* 1973), Radrennfahrer, lebt in Kolkwitz